# 吉野實
吉野 實（よしの みのる、1924年3月5日 - 2016年1月9日）は、日本の大蔵官僚。内閣官房公共企業体等関係閣僚協議会事務局次長、関東財務局長、造幣局長、防衛庁経理局長、防衛施設庁長官、防衛事務次官、航空貨物通関情報センター理事長、国際メディア研究財団理事長などを歴任。東京都新宿区市谷砂土原町在住。長男は吉野維一郎。

## 来歴
神奈川県藤沢市出身。旧制横浜第一中学校、旧制第一高等学校から東京帝国大学に入学。陸軍伍長、陸軍少尉を務め、1945年9月に退役。1949年2月 国家公務員六級職試験を合格。1950年1月 国家公務員一般職・専門職試験を合格。東京大学法学部政治学科卒業。1950年 大蔵省入省。大臣官房兼大臣官房財務官室。1953年8月 大阪国税局総務部総務課。1955年6月 館山税務署長。1970年7月 防衛庁経理局会計課長（防衛書記官）。1973年7月 国税庁長官官房総務課長。1974年5月 内閣官房内閣審議官兼内閣官房公共企業体等関係閣僚協議会事務局次長。1976年6月18日 関東財務局長。1978年6月17日 造幣局長。1980年6月 防衛庁経理局長。1981年7月23日 防衛施設庁長官。1982年7月9日 防衛事務次官。1983年6月29日 退官。1984年7月 航空貨物通関情報センター理事長。1989年3月 国際メディア研究財団理事長。1994年4月 叙勲二等。2016年1月9日 はい炎のため、東京都千代田区の病院で死去。

## 略歴
- 1950年4月：大蔵省入省。大臣官房 兼 大臣官房財務官室[4]。
- 1950年6月：大臣官房財務官室[4]。
- 1952年4月：理財局経済課。
- 1952年7月：米国出張（ガリオア留学）。
- 1953年7月：理財局外債課。
- 1953年8月：大阪国税局総務部総務課。
- 1955年6月：館山税務署長。
- 1956年7月：理財局地方資金課長補佐心得。
- 1957年7月：理財局地方資金課長補佐。
- 1957年7月：総理府国防会議事務局。
- 1960年7月：理財局外債課長補佐。
- 1962年7月：外務省研修所。
- 1962年10月：在インドネシア日本大使館二等書記官。
- 1964年1月：在インドネシア日本大使館一等書記官。
- 1965年12月：大臣官房付。
- 1966年1月：東京国税局徴収部長。
- 1968年6月25日：国際金融局投資第三課長。
- 1969年8月15日：国際金融局投資第二課長。
- 1970年7月：防衛庁経理局会計課長（防衛書記官）。
- 1973年7月：国税庁長官官房総務課長。
- 1974年5月：内閣官房内閣審議官 兼 内閣官房公共企業体等関係閣僚協議会事務局次長。
- 1976年6月18日：関東財務局長。
- 1978年6月17日：造幣局長。
- 1980年6月：防衛庁経理局長。
- 1981年7月23日：防衛施設庁長官。
- 1982年7月9日：防衛事務次官。
- 1983年6月29日：退官。